# Hasta la vista/Acapulco
Hasta la vista/Acapulco è un singolo del gruppo musicale italiano Ricchi e Poveri del 1984. Entrambe le canzoni sono tratte dall'album Voulez vous danser, pubblicato dalla band per l'etichetta Baby Records nel 1983. Il singolo esce in Italia, Spagna e Belgio. In Germania Hasta la vista è contenuta nel lato B del 45 giri Cosa sei.
Per il mercato italiano e spagnolo la Baby Records ha anche distribuito un maxi singolo (12") con i due brani remixati.

## Hasta la vista
Hasta la vista, incisa sul lato A, è una canzone danzereccia con un testo divertente, rivolto al ballo, alla spensieratezza e in particolare ai bambini. Si tratta di una particolare avventura vissuta in Sud America.
Con questo pezzo i Ricchi e Poveri gareggiano ad Un disco per l'estate 1984 e a Vota la voce 1984, vincendo in quest'ultima manifestazione il premio di "Miglior gruppo italiano dell'anno". In seguito, viene inserito nella compilation Bimbomix 1985, edita Baby Records.
Il brano è stato nuovamente eseguito dai Ricchi e Poveri con nuovi arrangiamenti nell'album I più grandi successi del 1994.
Hasta la vista è conosciuto in Canada non solo nella versione originale dei Ricchi e Poveri, ma anche in quella realizzata nel 1991 dai Collage, complesso che ha adattato in lingua francese molte canzoni del trio genovese e le ha racchiuse in un album.

## Acapulco
Acapulco, inciso sul lato B, è un altro brano spensierato e "riempipista", in Italia già compreso nel retro del 45 giri Voulez vous danser. 

## Tracce
- 7" Single – Italia, Belgio (Baby Records BR 50321, 1984)

1. Hasta la vista – 3'57" (Cristiano Minellono - Paolo Amerigo Cassella - Dario Farina) Edizioni musicali Televis
2. Acapulco – 3'43" (Cristiano Minellono - Michael Hofmann - Dario Farina) Edizioni musicali Televis

- 7" Single – Spagna (Baby Records BR 50321, 1984) - in lingua spagnola

1. Hasta la vista – 3'57" (Cristiano Minellono - Paolo Amerigo Cassella - Dario Farina - Luis Gòmez Escolar)
2. Acapulco – 3'43" (Cristiano Minellono - Michael Hofmann - Dario Farina - Luis Gòmez Escolar)

- 12" Maxi – Italia, Spagna (Baby Records BR 54044, 1984)[5][6] - Remix di M. Noe, M. Bonsanto, S. Pulga

1. Hasta la vista (versione estesa) – 6'15" (Cristiano Minellono - Paolo Amerigo Cassella - Dario Farina)
2. Acapulco (versione estesa) – 5'45" (Cristiano Minellono - Michael Hofmann - Dario Farina)

## Crediti
- Ricchi e Poveri (Angela Brambati, Angelo Sotgiu, Franco Gatti): voci
- Gian Piero Reverberi: arrangiamenti e direzione musicale
- "Union Studios" di Monaco di Baviera; "Sound Emporium Studios" di Nashville (U.S.A.): studi di registrazione
- Universal Italia/Televis: edizioni musicali
- Baby Records: produzione
- Dario Farina: produzione esecutiva

## Classifica

### Posizione massima
| Paese  | Posizione |
| ------ | --------- |
| Italia | 28        |

## Dettagli pubblicazione
| Paese  | Data | Etichetta    | Formato | Nº Catalogo |
| ------ | ---- | ------------ | ------- | ----------- |
| Italia | 1984 | Baby Records | 7"      | BR 50321    |
| Italia | 1984 | Baby Records | 12"     | BR 54044    |

Pubblicazione & Copyright: 1984 - Baby Records - Milano.

Distribuzione: CGD - Messaggerie Musicali S.p.A. - Milano.